# Laurent Chotard
Pour les articles homonymes, voir Chotard.
Laurent Chotard, né le 25 octobre 1976 à Clamart, est un coureur cycliste français. 

## Biographie
Le 9 mai 2001, il est le premier coureur cycliste professionnel français à être contrôlé positif à l'EPO (Érythropoïétine) sur le Tour de Romandie.

## Palmarès
- 1996
  - 3e du championnat d'Île-de-France de cyclo-cross espoirs
- 1998
  - 2e du Grand Prix Christian Fenioux
- 1999
  - Championnat de Picardie sur route
- 2000
  - 1re étape du Tour de Loire-Atlantique
  - Paris-Laon
  - 5e étape du Tour de l'Avenir
  - 2e du Grand Prix de Luneray
  - 3e de Paris-Auxerre
- 2004
  - 3e du Tour du Canton de Gémozac
- 2005
  - 3e du Tour Nivernais Morvan